# Chantada (járás)
Chantada egy comarca (járás) Spanyolország Galicia autonóm közösségében, Lugo tartományban. Székhelye .

## Települések
A székhely neve félkövérrel szerepel.
- Carballedo
- Chantada
- Taboada